# André Sollie
André Sollie, né le 7 juillet 1947 à Malines (Belgique) et mort le 13 janvier 2025, est un auteur et illustrateur belge d'expression flamande. Il est auteur de livres et de recueils de poésie pour enfants et jeunes.

## Biographie
En 2001 paraît l'album (nl) Wachten op matroos, sur des illustrations de Ingrid Godon. Il obtient plusieurs prix en Belgique et aux Pays-Bas, dont le prix Vlag en Wimple, le Gouden Griffel, le Boekenpauw (nl), et le Boekenwelp. L'ouvrage paraît en français aux éditions Être en 2003, co-traduit par son créateur Christian Bruel, sous le titre Attendre un matelot.
Les mêmes éditions françaises publient leur ouvrage suivant De bus naar Hawaii sous le titre français Un bus pour Hawaï, en 2004.

## Publications
- Soms, dan heb ik flink de pest in (Manteau, 1986)
- Zeg maar niks (pz, Houtekiet, 1991)
- Het ijzelt in juni (Querido, 1997 / Boekenwelp)
- En alles is echt waar (De Eenhoorn, 2000)
- De stille kamer (amerika, 2000)
- Wachten op matroos, ill. de Ingrid Godon (Querido, 2000) 
  -  Attendre un matelot ; trad. du néerlandais par Séverine Lebrun et Christian Bruel, éd. Être, 2003 Gouden Griffel - Prix Vlag en Wimple[3] - Boekenpauw (nl) - Boekenwelp[4] 2001
- De bus naar Hawaii, ill de Ingrid Godon (Querido, 2003) 
  -  Un bus pour Hawaï ; trad. du néerlandais par Séverine Lebrun et Christian Bruel, éd. Être, 2004
- De grote reis van kleine Emma (De Eenhoorn, 2003)
- Een jongen groeit (Uitgeverij P, 2004)
- Dubbel Doortje (Querido, 2004)
- Nooit gaat dit over (Querido, 2005)
- Een raadsel voor Roosje (Querido, 2007)
- Altijd heb ik wat te vieren (2008)
- De Zomerzot (Querido, 2009)

## Récompenses et distinctions
- Vlag en Wimpel 2001 pour (nl) Wachten op matroos (Attendre un matelot), illustrations de Ingrid Godon
- Boekenwelp 2001 pour (nl) Wachten op matroos (Attendre un matelot)
- Boekenpauw (nl) 2001 pour (nl) Wachten op matroos (Attendre un matelot)
- Gouden Griffel 2001 pour (nl) Wachten op matroos (Attendre un matelot)